# Ioan Simion Caba
Ioan Simion Caba (n. 1871, Chișineu-Criș – d. secolul al XX-lea) a fost un deputat în Marea Adunare Națională de la Alba Iulia, organismul legislativ reprezentativ al „tuturor românilor din Transilvania, Banat și Țara Ungurească”, cel care a adoptat hotărârea privind Unirea Transilvaniei cu România, la 1 decembrie 1918.:p. 77

## Biografie
Simion Caba, între anii 1876/7-1881/2 a făcut cele șase clase ale școlii primare în comuna Chișineu-Criș; cele patru clase de gimnaziu a cursului inferior între anii 1882/3-1885/6 în Beuș iar în anii 1886/7-1889/1890 a urmat cele patru cursuri pedagogice de la Institutul pedagogic ortodox român din Arad.
După terminarea Institutului pedagogic din Arad la 30 iunie 1890 este numit învățător suplinitor la școala de băieți N. 1 din Curtici, județul Arad, profesând în această instituție din 15 mai 1890 până în 31 august 1891.La 10 noiembrie 1891 pe bază de concurs a fost ales învățător în comuna Curte, protopopiatul Făgetului, județul Caraș-Severin. Ulterior în data de 29 noiembrie 1891 îi este aprobată de către Consistorul diecezan alegerea ca învățător cu titlu definitiv și unde a funcționat 28 de ani din 1 ianuarie 1892 până la 31 august 1919.
În timpul Primului Razboi Mondial profesorul Caba a fost comandantul Gărzii Naționale Române din Curtea ( formată din foștii săi elevi din comună )  pe care a condus-o până la venirea fiului său Emil de pe câmpul de război. Fiul acestuia a preluat mai apoi comanda gărzii până când s-a reactivat in "Batalionul Horea" cu gradul de sublocotenent.
După război in ziua de 26 mai 1921 a primit în urma examenelor ținute în fața comisiei examinatoare diploma de profesor iar mai apoi la 11 septembrie 1928 prin decretul regal N'. 106542/928, înalta regență l-a numit maestru cu titlu definitiv în învățământul secundar al băieților de la liceul ,,Coriolan Brediceanu" din Lugoj unde a profesat până in 31 august 1934.
Pe lângă cariera de învățător, în timpul liber, a avut și alte ocupații de interes public: 
1. A înființat în comuna Curte un cor bărbătesc din 60/70 de bărbați.
2. A înființat un cor din elevii și elevele școlii acestuia din Curte pe 2,3 si 4 voci între anii 1895-1919 ( elevi si eleve de la 6-15 ani ).
3. A înființat o "Reuniune pentru asigurarea vacilor".
4. În 1895 înființându-se în comună o banca de credit de Direcțiunea "Orsâgos Kozponti Hitelszovet Rezet" în lipsă de personal cunoscător de limba maghiară profesorul Caba a acceptat să fie vicepreședinte iar peste 3 ani președinte până în 1920 când banca este închisă.

În decursul celor 28 de ani cât a fost profesor în comuna Curte, Simion Caba a avut 23 de procese politice deoarece a scris la "Tribuna", "Foaia Poporului" din Sibiu și "Drapelul" din Lugoj, procese care l-au costat o suma importantă de bani pe lângă multele hărțuieli și șicane la care a fost supus.:pp. 79-83

## Activitatea politică

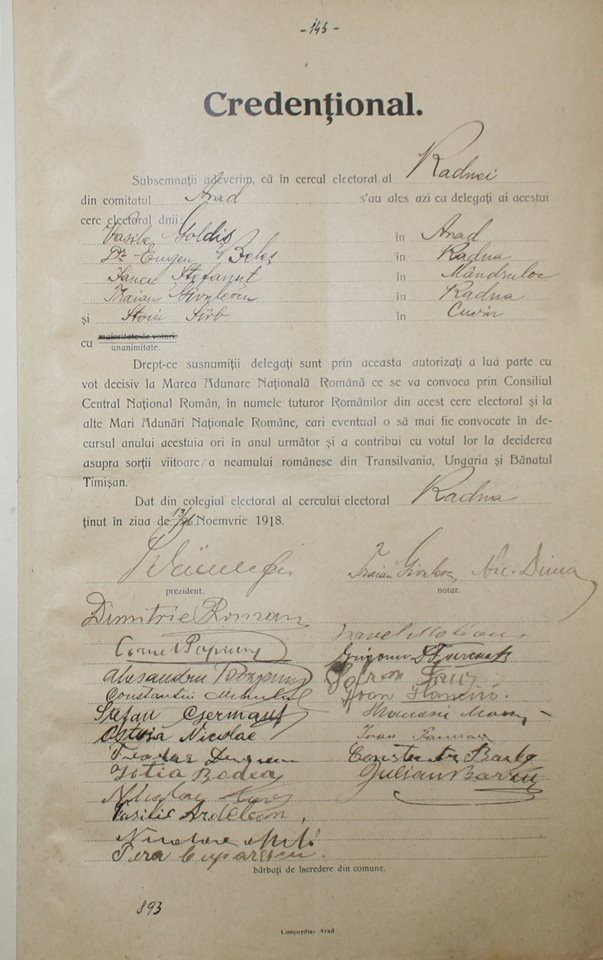
Credențional

Ca deputat în Adunarea Națională din 1 decembrie 1918 a reprezentat Reuniunea de muzică si cânt a plugarilor din Curtea . După Marea Unire și-a încheiat activitatea politică de până atunci și nu a mai activat nici în P.N.R.:p. 291:p. 16

## Recunoașteri
Pentru munca în învățământ i s-a acordat medalia de aur "Răsplata muncii pentru învățământ cl.I" din partea M.S Regele și " Răsplata muncii" pentru 25 de ani de muncă neîntreruptă în serviciul statului .:p. 83